# Prowincja Frosinone
Prowincja Frosinone (wł. Provincia di Frosinone) – prowincja we Włoszech.
Nadrzędną jednostką podziału administracyjnego jest region (tu: Lacjum), a podrzędną jest gmina.
Liczba gmin w prowincji: 91.
Prowincja została powołana do istnienia dekretem królewskim z dnia 6 grudnia 1926 roku z terenów pogranicznych między regionami Lacjum i Kampanii.
Spośród gmin (wł. comune) prowincji, najliczniejszą jest Frosinone (46,5 tys. ludzi), a największą pod względem powierzchni – Veroli (120 km²).
W prowincji Frosinione funkcjonują dwa języki: środkowowłoski (wł. Dialetti italiani mediani) - dominujący także w stolicy prowincji, oraz neapolitański.